# لوهیا مشینری
لوهیا مشینری (انگلیسی: Lohia Machinery) شرکت موتورسیکلت‌سازی هندی است، که در سال ۱۹۷۲ تأسیس شد.